# Xylothrips geoffroyi
Xylothrips geoffroyi är en skalbaggsart som först beskrevs av Xavier Montrouzier 1861.  Xylothrips geoffroyi ingår i släktet Xylothrips och familjen kapuschongbaggar. Inga underarter finns listade i Catalogue of Life.